# Diócesis de Três Lagoas
La diócesis de Três Lagoas (en latín: Dioecesis Trilacunen(sis) y en portugués: Diocese de Três Lagoas) es una circunscripción eclesiástica latina de la Iglesia católica en Brasil, sufragánea de la arquidiócesis de Campo Grande. La diócesis tiene al obispo Luiz Gonçalves Knupp como su ordinario desde el 25 de febrero de 2015.

## Territorio y organización
La diócesis tiene 57 877 km² y extiende su jurisdicción sobre los fieles católicos de rito latino residentes en 10 municipios del estado de Mato Grosso del Sur: Três Lagoas, Brasilândia, Santa Rita do Pardo, Água Clara, Selvíria, Aparecida do Taboado, Paranaíba, Inocência, Cassilândia y Chapadão do Sul.
La sede de la diócesis se encuentra en la ciudad de Três Lagoas, en donde se halla la Catedral de San Antonio.
En 2020 en la diócesis existían 15 parroquias.

## Historia
La diócesis fue erigida el 3 de enero de 1978 con la bula Sacer Praesul del papa Pablo VI, obteniendo el territorio de la diócesis de Campo Grande (hoy arquidiócesis).
Originalmente sufragánea de la arquidiócesis de Cuiabá, el 27 de noviembre del mismo año pasó a formar parte de la provincia eclesiástica de la arquidiócesis de Campo Grande.

## Estadísticas
De acuerdo al Anuario Pontificio 2021 la diócesis tenía a fines de 2020 un total de 206 000 fieles bautizados.
| Año                                                                             | Población            | Población | Población      | Sacerdotes | Sacerdotes    | Sacerdotes    | Bautizados por sacerdote | Diáconos permanentes | Religiosos | Religiosos | Parroquias |
| Año                                                                             | Bautizados católicos | Total     | % de católicos | Total      | Clero secular | Clero regular | Bautizados por sacerdote | Diáconos permanentes | Varones    | Mujeres    | Parroquias |
| ------------------------------------------------------------------------------- | -------------------- | --------- | -------------- | ---------- | ------------- | ------------- | ------------------------ | -------------------- | ---------- | ---------- | ---------- |
| 1980                                                                            | 180 800              | 226 000   | 80.0           | 10         | 1             | 9             | 18 080                   | 8                    | 9          | 45         | 9          |
| 1990                                                                            | 122 000              | 158 000   | 77.2           | 12         | 2             | 10            | 10 166                   | 5                    | 10         | 38         | 11         |
| 1998                                                                            | 144 000              | 180 000   | 80.0           | 13         | 4             | 9             | 11 076                   | 5                    | 9          | 29         | 13         |
| 2001                                                                            | 156 000              | 208 000   | 75.0           | 9          | 3             | 6             | 17 333                   | 9                    | 6          | 39         | 13         |
| 2002                                                                            | 166 180              | 207 715   | 80.0           | 18         | 7             | 11            | 9232                     | 6                    | 11         | 43         | 13         |
| 2003                                                                            | 214 718              | 246 926   | 87.0           | 13         | 5             | 8             | 16 516                   | 11                   | 9          | 43         | 13         |
| 2004                                                                            | 161 039              | 214 718   | 75.0           | 18         | 9             | 9             | 8946                     | 12                   | 9          | 27         | 13         |
| 2010                                                                            | 183 000              | 243 000   | 75.3           | 22         | 9             | 13            | 8318                     | 10                   | 21         | 42         | 13         |
| 2014                                                                            | 193 370              | 264 890   | 73.0           | 17         | 10            | 7             | 11 374                   | 12                   | 12         | 41         | 15         |
| 2017                                                                            | 197 900              | 274 250   | 72.2           | 17         | 9             | 8             | 11 641                   | 10                   | 13         | 41         | 15         |
| 2020                                                                            | 206 000              | 285 822   | 72.1           | 18         | 12            | 6             | 11 444                   | 8                    | 11         | 41         | 15         |
| Fuente: Catholic-Hierarchy, que a su vez toma los datos del Anuario Pontificio. |                      |           |                |            |               |               |                          |                      |            |            |            |

## Episcopologio
- Geraldo Majela Reis † (3 de enero de 1978-3 de febrero de 1981 nombrado arzobispo de Diamantina)
- Izidoro Kosinski, C.M. † (8 de mayo de 1981-7 de enero de 2009 retirado)
- José Moreira Bastos Neto † (7 de enero de 2009-26 de abril de 2014 falleció)
- Luiz Gonçalves Knupp, desde el 25 de febrero de 2015